# پدرو اوچوا
پدرو اوچوا (اسپانیایی: Pedro Ochoa‎; ۲۲ فوریهٔ ۱۹۰۰ – ۵ سپتامبر ۱۹۴۷) بازیکن فوتبال اهل آرژانتین بود.
از باشگاه‌هایی که در آن بازی کرده‌است می‌توان به باشگاه فوتبال راسینگ کلوب آویاندا اشاره کرد.
وی همچنین در تیم ملی فوتبال آرژانتین بازی کرده‌است.
وی در مسابقات کشوری و بین‌المللی در مجموع برندهٔ ۱ مدال نقره شده‌است.